# Engelsmanplaat
Engelsmanplaat (in frisone De Kalkman) è una piccola isola dei Paesi Bassi situata nel Mare dei Wadden costituita da un banco di sabbia. Fa parte della municipalità di Noardeast-Fryslân nella provincia della Frisia. Geograficamente l'isola fa parte dell'Arcipelago delle Isole Frisone Occidentali situata a nord del paese. L'isola è situata tra le isole di Ameland e Schiermonnikoog, è protetta dalla forza del mare aperto dalle dune dell'antistante isola di Rif e dista circa 5 km dalla costa continentale.

## Storia
Nel corso del tempo l'isola, da sempre disabitata, si è ridotta di dimensioni. Dal 1500, quando era ancora abbastanza grande, ha subito una grande erosione, anche a causa dell'opera umana. La chiusura nel 1969 del Lauwerszee, ha avuto una grande influenza su tutti i banchi di sabbia tra Ameland e Schiermonnikoog, e quindi su Engelsmanplaat. A partire dal 1985, l'erosione si è particolarmente accentuata nel lato orientale, facendo ipotizzare che l'isola potrebbe scomparire completamente per la fine del XXI secolo.
Nel corso dei secoli, l'isola è stata conosciuta con diversi nomi. Sulle vecchie carte appare con i nomi Ingelsche Plaet, Langhe Sandt, 't Hooge Sandt, Hooghe Bench e Jouerman. L'attuale nome risale probabilmente a un evento che ha avuto luogo nel 1708: in quell'anno, la barca da pesca di conchiglie Feye Willems Engelsman affondò nei pressi dell'isola. Tutt'oggi è ancora possibile vedere alcuni resti del relitto.
L'isola è stata riserva naturale dal 1973 al 1991 mentre oggi è accessibile ed è una destinazione privilegiata per gli appassionati di camminate nel fango.

## Fauna
L'isola gioca un ruolo importante per la nidificazione ed il riposo degli uccelli migratori. Vi si trovano normalmente il piovanello tridattilo, il voltapietre, il piovanello pancianera, la sterna comune e la sterna artica.